# Jonas Scultetus

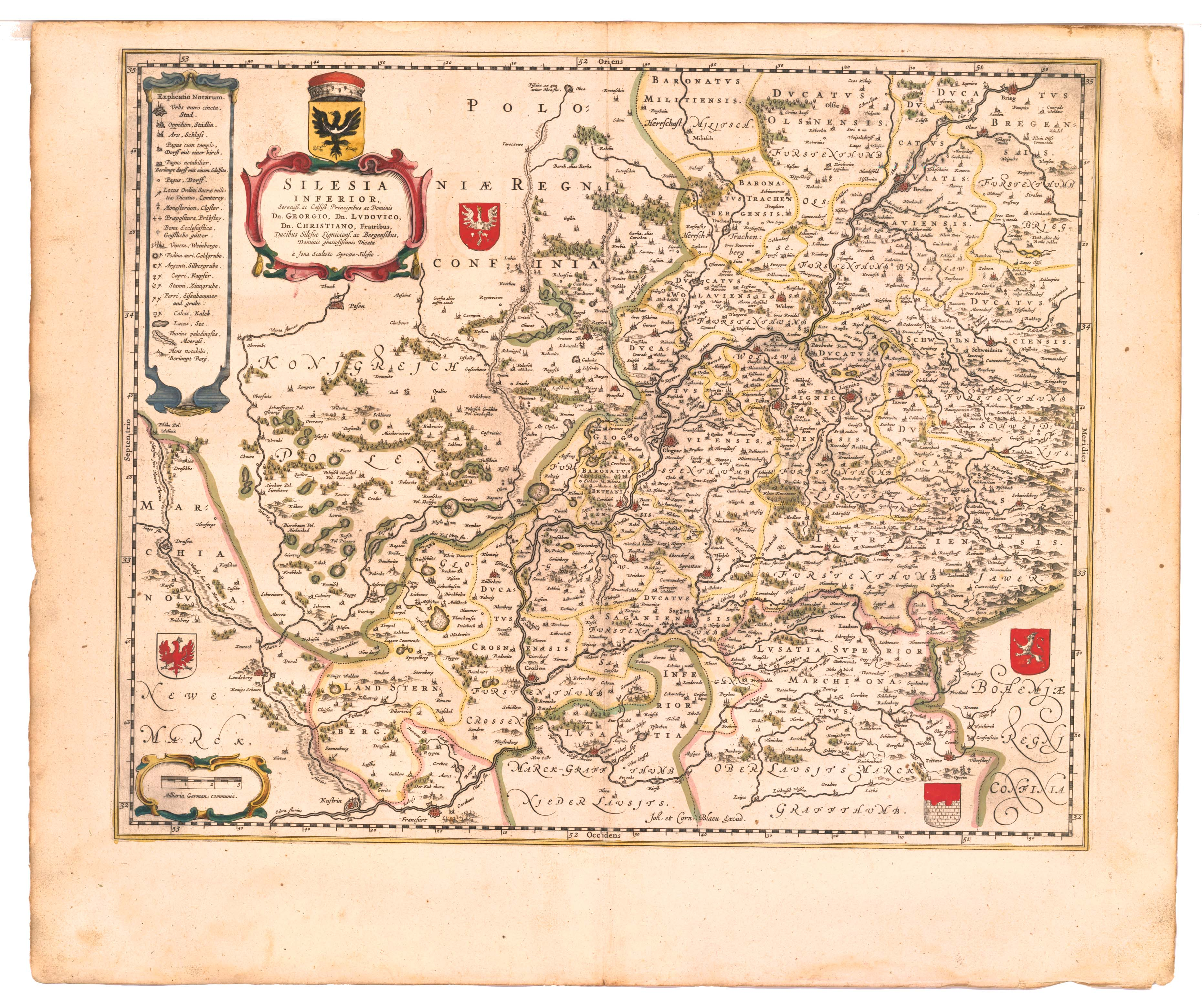
Mapa Śląska według Jonasa Scultetusa z 1645

Jonas Scultetus (ur. 30 lipca 1603 w Szprotawie, zm. 14 lipca 1664) – kartograf śląski.

## Życiorys
Wiadomo o nim stosunkowo niewiele. Urodził się za panowania cesarza Rudolfa II, któremu miasto zawdzięcza nadanie herbu do dziś widniejącemu na barokowej kracie ratusza. Uczęszczał do szkół w Szprotawie, gdzie jego ojciec był nauczycielem i w Legnicy. W latach 1622–1625 studiował prawo na uniwersytetach we Frankfurcie i Lipsku. Następnie zajął się kartografią zaczynając w tym czasie swój burzliwy rozwój. Przydatność map zarówno w życiu gospodarczym, jak i sztuce wojennej powodowała ogromny na nie popyt. W latach 1625–1635 stworzył on wiele map geograficznych Śląska, które podczas podróży do Amsterdamu (1634–1635) zaoferował wydawnictwu kartograficznemu Hondiusa. Opracował on następujące mapy: ogólną Śląska, Dolnego Śląska, księstwa głogowskiego, księstwa legnickiego, księstwa wrocławskiego, hrabstwa kłodzkiego. Charakterystyczną cechą wszystkich prac Scultetusa jest rzadko spotykana wschodnia orientacja. Autor posłużył się sporą liczbą symboli do przedstawienia obiektów gospodarczych i sieci osadniczej. Scultetus zrezygnował z zajmujących wiele miejsca sygnatur obrazkowych. Poprawiony został także rysunek sieci rzecznej.
Mapy Scultetusa zawierają wiele informacji o ulokowaniu obiektów gospodarczych: kopalnie złota, srebra, miedzi, cyny, rudy żelaza, wapieni oraz kuźnie żelaza. Szczególnie piękne są kartusze zdobione postaciami alegorycznymi, elementami heraldycznymi i widokami miast. W latach 1633–1649 Scultetus przebywał w Lesznie. W tym okresie współpracując z Georgiem Vechnerem tworzył mapy Dolnego Śląska. W międzyczasie zwiedził Niderlandy i Francję. W roku 1649 przeniósł się do Góry Śląskiej, gdzie objął, piastowane do śmierci, stanowisko notariusza. Zmarł w 1664 roku. Aż do wydania w 1752 r. Atlasu Śląska i księstw Johana Wolfganga Wielanda jego mapy pozostawały niedoścignionym wzorem precyzji. Reprint wykonanej przez niego mapy znajduje się w zbiorach Izby Historii w Szprotawie.